# Prosoplus laevepunctatus
Prosoplus laevepunctatus là một loài bọ cánh cứng trong họ Cerambycidae.